# Пуктыш
Пуктыш — село в Щучанском районе Курганской области, центр Пуктышского сельского поселения.

## География
Ближайшие города
- Щучье — районный центр,40 км
- Шумиха — 70 км

## История
Вероятное происхождение названия от тюрк. «Туктыш» — стоянка, стойбище.
Впервые упоминается в 1854 году по случаю закладки каменного храма, освященного в 1862 году в честь Иоанна Предтечи. Настоятель — Дроздов (инициалы не читаются).
По данным переписи 1881 года, с. Пуктыш насчитывает 208 дворов, с населением 1138 жителей и относится к Чумлякской волости Челябинского уезда Оренбургской губернии. Расстояние до уезда — 85 верст, до волости — 23 версты. В селе имеются: церковь, каменная, с одним штатом служителей, школа деревянная, три деревянных ветряных мельницы.
По данным на 1926 год состояло из 361 хозяйства. В административном отношении являлось центром Пуктышского сельсовета Щучанского района Челябинского округа Уральской области.

## Население
| 1989 | 2002 | 2010 |
| ---- | ---- | ---- |
| 429  | ↘398 | ↘306 |

По данным переписи 1926 года в селе проживало 1544 человека (721 мужчина и 823 женщины), в том числе: русские составляли 100 % населения.

## Предприятия и организации
ТОО «Спартак» — животноводство, зерновые культуры

## Люди, связанные с селом
- Карамышев, Георгий Петрович (1896—1956) — участник Первой мировой, Гражданской и Великой Отечественной войны. Советский военный деятель. Генерал-майор.
- Тарасов, Николай Ефимович (псевдоним — «Соболев») (1904 — после 1945) — советский военный разведчик, майор РККА, позднее полковник РОА.
- Худяков, Николай Александрович (1925—1945) — уроженец села, Герой Советского Союза (1944).